# Indiana Jones e la tomba dell'imperatore
Indiana Jones e la tomba dell'imperatore (Indiana Jones and the Emperor's Tomb) è un videogioco d'azione sviluppato da The Collective e pubblicato dalla LucasArts nel 2003 per Xbox, Microsoft Windows, PlayStation 2 e macOS. Il gioco è una storia originale con protagonista l'archeologo Indiana Jones. La storia si svolge nel 1935, subito prima degli eventi del film Indiana Jones e il tempio maledetto. La copertina del gioco è firmata da Drew Struzan, noto per aver disegnato anche le locandine dei film di Indiana Jones.
È il secondo gioco in 3D di Indiana Jones, dopo La macchina infernale.

## Trama
1935. Nelle giungle della Ceylon britannica, Indiana Jones sta cercando l'idolo di Kouru Watu. Dopo aver recuperato l'idolo, Jones incontra un agente nazista di nome Albrecht Von Beck, anch'egli alla ricerca dell'idolo. Jones sconfigge i cacciatori d'avorio sudafricani pagati da Von Beck e se ne va mentre Von Beck viene attaccato da un gigantesco coccodrillo albino. Mentre è nella scuola di New York dove sta insegnando, Jones viene informato dal comandante cinese Kai Ti Chan e la sua assistente Mei Ying del "Cuore del Drago", una perla nera sepolta con il primo imperatore della Cina, Qin Shi Huangdi. Si dice che il Cuore garantisca a chi lo impugna un immenso potere magico, e Kai vuole che Jones lo recuperi prima che cada nelle mani sbagliate. Mei Ying rompe l'idolo di Ceylon trovando al suo interno il primo pezzo dello "Specchio dei Sogni", un artefatto che aiuterà a navigare attraverso la tomba dell'imperatore e rivelerà l'ingresso alla cripta di Huangdi.
Jones vola al castello di Praga per acquisire il secondo pezzo dello Specchio, incontrando un gran numero di agenti della Gestapo. Dopo aver risolto una serie di enigmi e aver combattuto un soggetto di prova sovrumano, ottiene il secondo pezzo, prima di venire messo fuori combattimento da Von Beck, che era sopravvissuto all'attacco del coccodrillo (sebbene orribilmente sfregiato e cieco dall'occhio destro). Von Beck quindi prende i due pezzi dello Specchio e ordina ai suoi subordinati di trasportare Jones a Istanbul, dove Von Beck intende interrogarlo. Jones si sveglia in una cella di prigione dove appare Mei Ying e lo libera. È sorpreso di scoprire che i nazisti, sotto Istanbul, hanno scoperto le rovine della città sommersa di Belisario alla ricerca dell'ultimo pezzo dello Specchio. Jones si fa strada tra le rovine e alla fine cade in un anfiteatro sommerso dove combatte il Kraken a guardia dell'ultimo pezzo. Dopo che Jones ha sconfitto la bestia, Mei Ying riappare e gli dice che Kai è in realtà il leader della Triade del Drago Nero, la più potente organizzazione criminale in Cina. Kai aveva stretto un'alleanza con i nazisti per trovare il Cuore del Drago, ma quando Jones si era assicurato inconsapevolmente il primo pezzo dello Specchio, Kai aveva deciso di tradire i nazisti per ottenere il Cuore per sé. Mei Ying fa squadra con Jones, entrambi ignari del fatto che le guardie del corpo di Kai hanno ascoltato la loro conversazione.
Mei Ying e Jones vanno a Hong Kong per infiltrarsi nella fortezza di Kai. Alla Golden Lotus Opera House, dove i due si sono recati per incontrarsi con Wu Han, un amico di Mei Ying, quest'ultima viene rapita dagli uomini di Kai. Jones e Wu Han inseguono i rapitori in un risciò fino a un molo, combattendo decine di gangster lungo la strada. All'arrivo, vedono Mei Ying che viene portata su un sottomarino da Von Beck. Il sottomarino si dirige verso l'isola privata di Kai, seguito da Wu Han e Jones su una giunca.
Dopo essersi infiltrato in una base sottomarina nazista, Jones spia Von Beck e Kai che discutono del loro accordo. Raggiungono un accordo in cui Von Beck potrà portare il Cuore ad Adolf Hitler quando Kai prenderà il controllo della Cina. Travestendosi da nazista, Jones si dirige verso la vetta del monte Penglai e il sito della Fortezza del Drago Nero di Kai, dove trova Mei Ying sorvegliata dalle gemelle Feng, le guardie del corpo femminili di Kai. Dopo averle sconfitte, cade in un pozzo pieno di trappole esplosive nel tempio di Kong Tien dove combatte gli spiriti maligni e trova un'arma magica simile a un boomerang cinese chiamata Pa Cheng. Alla fine trova Kai che assembla lo Specchio dei Sogni e sacrifica Mei Ying a Kong Tien. Tentando di salvarla, Jones interrompe il rituale e Kai fugge mentre Mei Ying è posseduta. Jones la libera e si avventura con lei nella tomba dell'imperatore, dove usa lo specchio per superare vari ostacoli. Tuttavia Jones viene separato da Mei Ying, nonostante i suoi sforzi. Quando arriva al labirinto di terracotta alla fine della tomba, Von Beck lo insegue con una talpa meccanica deciso a sbarazzarsi di Jones una volta per tutte. Von Beck viene ucciso quando il suo mezzo cade in un baratro e Jones entra in un portale per l'Oltretomba.
Dopo aver brevemente attraversato una versione alternativa della Grande Muraglia cinese, Jones trova finalmente la cripta di Huangdi e il corpo dell'imperatore. Quando Jones prende il Cuore del Drago, l'imperatore si risveglia ma viene quasi istantaneamente ucciso dalle anime delle sue vittime. Incapace di controllare il potere del Cuore, Indy crolla mentre Kai, che si presenta all'improvviso, afferra la perla. Anche Mei Ying sembra aiutare Jones, ma poco dopo viene catturata dai nuovi poteri di Kai. Quest'ultimo crea anche uno scudo per proteggersi ed evoca un drago per combattere Jones, ma l'archeologo usa il Pa Cheng carico di energia mistica per penetrare lo scudo di Kai e distruggere il Cuore. Nel momento in cui Kai perde i suoi poteri, gli spiriti delle sue vittime si alzano e scambiano Kai per il primo imperatore della Cina. Jones e Mei Ying fuggono mentre Kai viene divorato dal drago.
Tornato a Hong Kong, Jones condivide un momento romantico con Mei Ying, mentre Wu Han gli ricorda che Lao Che li ha assunti per trovare i resti di Nurhaci e Indy gli risponde: "fallo aspettare".

## Modalità di gioco
Il gioco ha una prospettiva in terza persona e si svolge su 10 livelli. Nei panni di Indiana Jones, il giocatore può correre, saltare, arrampicarsi e nuotare. Numerosi nemici compaiono durante il gioco, comprese le guardie naziste. Il giocatore ha una varietà di mosse difensive, come pugni e calci. Durante il gioco possono essere utilizzate anche varie armi da fuoco e il giocatore può anche utilizzare armi improvvisate, come le gambe di sedie e tavoli rotti.
Il giocatore è equipaggiato con la frusta di Jones, che può essere usata contro i nemici. Il giocatore può anche frustare alcuni oggetti in alto per oscillare da una piattaforma all'altra. Altri oggetti includono un coltello, usato per tagliare viti spesse. Le icone sullo schermo avvisano il giocatore quando usare la frusta o il coltello e quando eseguire altre azioni come tirare interruttori e piazzare esplosivi. La salute del giocatore viene ripristinata bevendo da una borraccia d'acqua, che può essere riempita in determinati punti di ogni livello. Il gameplay è lo stesso su tutte le console.

## Produzione
Nel gennaio 2002 la LucasArts annunciò che il suo prossimo videogioco di Indiana Jones sarebbe stato sviluppato da The Collective. La tomba dell'imperatore utilizza una versione migliorata del motore di gioco utilizzato per Buffy the Vampire Slayer (2002), anch'esso sviluppato da The Collective. Il gioco presenta più azione rispetto al suo predecessore, Indiana Jones e la macchina infernale. Tra le differenze c'è l'uso di armi improvvisate.
Per il protagonista è stato usato l'aspetto di Harrison Ford, ma il personaggio è doppiato da David Esch. I dialoghi sono stati scritti da Brad Santos. Il manuale di istruzioni del gioco è stato progettato da Gregory Harsh per assomigliare a un diario da campo scritto da Indiana Jones. Include vari riferimenti al franchise. La colonna sonora è stata composta da Clint Bajakian, utilizzando "The Raiders March" di John Williams.
La versione Xbox è compatibile con le successive console di Microsoft come: Xbox 360, Xbox One e Xbox Series X/S.

## Doppiatori
| Personaggio                       | Doppiatore originale                | Doppiatore italiano                         |
| --------------------------------- | ----------------------------------- | ------------------------------------------- |
| Indy                              | David Esch                          | Dario Oppido                                |
| Mei Ying                          | Vivian Wu                           | Licia Navarrini                             |
| Comandante Kai                    | Keone Young                         | Enea Pizzonia                               |
| Von Beck                          | Nick Jameson                        | Massimo Antonio Rossi                       |
| Richter                           | Kai Wulff                           | Gabriele Duma                               |
| Homonculus                        | Kevin Michael Richardson            |                                             |
| Wu Han                            | Alan Drevin                         | Massimiliano Rossi                          |
| Gemelle Feng                      | Jennifer L. Yen                     | Federica Tabori                             |
| Qin Shi Huangdi                   | Keone Young                         |                                             |
| Cacciatore d'avorio (russo)       | Phil Proctor                        | Enea Pizzonia                               |
| Cacciatore d'avorio (sudafricano) | Nick Jameson                        | Gabriele Duma                               |
| Agenti Gestapo                    | Torsten Voges                       | Dario Oppido Massimo Antonio Rossi          |
| Mercenario turco                  | Kerem Hanci                         |                                             |
| Soldati SS                        | Herbert Primig Jim Ward Kai Wulff   | Gino Paccagnella Dario Oppido Enea Pizzonia |
| Triade                            | Arthur Eng Kevin Michael Richardson |                                             |
| Guardia del palazzo               | Lei Yin                             |                                             |
| Annunciatore tedesco              | Phil Proctor                        |                                             |
| Cameriere                         | Arthur Eng                          | Gino Paccagnella                            |
| Colonnello SS                     | Torsten Voges                       | Gino Paccagnella                            |
| Ufficiale SS                      | Matt Lindquist                      |                                             |